# Klara Ziegler

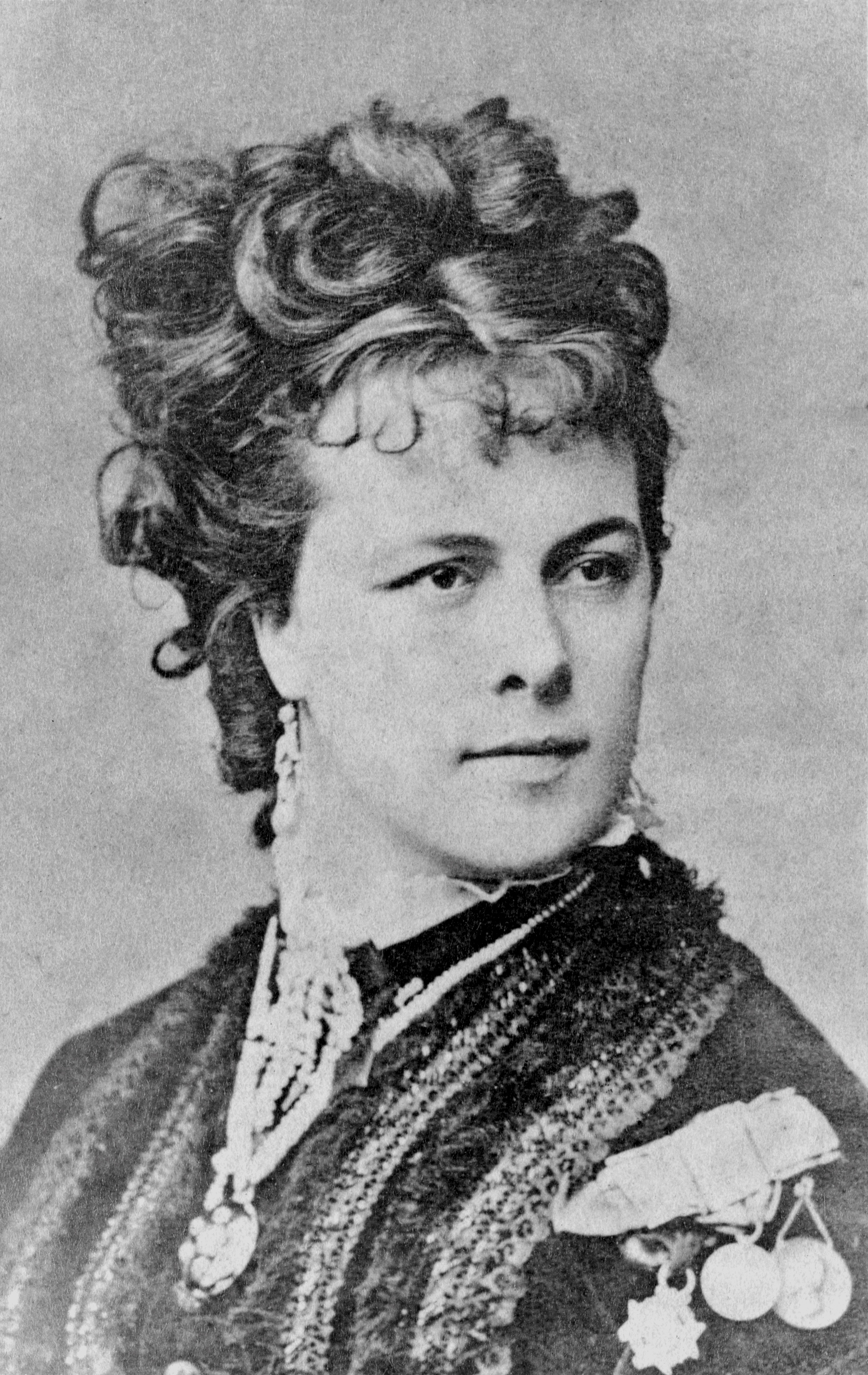
Klara Ziegler

Klara Ziegler, auch Clara Ziegler, (* 27. April 1844 in München; † 19. Dezember 1909 ebenda) war eine deutsche Schauspielerin.

## Leben
Ziegler, die Tochter eines Schönfärbereibesitzers, sollte nach dem Tod ihres Vaters (1860) auf Wunsch ihrer Mutter einen hochachtbaren, wohlhabenden Mann heiraten. Doch sie wollte nicht und nahm beim Hofschauspieler Adolf Christen, einem langjährigen Freund der Familie, Unterricht im Schauspielfach.
Klara Ziegler gab ihr Debüt am Stadttheater in Ulm und hatte ihre erste Rolle (unter dem Pseudonym Herzfeld) 1862 am Theater in Bamberg als Jungfrau von Orleans, ging dann für dieselbe Rolle an die Münchner Hofbühne und an das Gärtnerplatztheater, wo sie großen Erfolg hatte. Daraufhin nahm sie als „erste Heldin“ ein Engagement in Ulm an, wo sie mit kurzer Unterbrechung bis 1865 blieb.
Später ging sie an das neu gegründete Münchener Aktien-Volkstheater (ab 1872 Königl. Theater am Gärtnerplatz) in München, dessen Direktion ihr Lehrer Adolf Christen übernommen hatte und weihte am 4. November 1865 das Theater als Isarnixe ein. Sie nahm später ein Engagement am Alten Theater in Leipzig an, kehrte aber schon nach einem Jahr nach München zurück, wo sie 1868 am Hoftheater engagiert war. In den Jahren 1870 und 1871 nahm sie Gastspielrollen am Stadt-Theater und Thalia-Theater in Hamburg an.
Klara Ziegler hat an fast allen namhaften Theatern gastiert. Sie verließ 1874 auf ihren eigenen Wunsch das Hoftheater in München und hatte danach nur noch Gastrollen. Am 18. Januar 1876 erhielt sie von Großherzog Ludwig III. von Hessen und bei Rhein die goldene Verdienstmedaille für Wissenschaft, Kunst, Industrie und Landwirtschaft verliehen. Am 11. August 1876 heiratete sie ihren um 33 Jahre älteren Lehrer Adolf Christen. Dessen Tod 1883 bedrückte sie so sehr, dass sie zwei Jahre keine Bühne betrat.
Ziegler war berühmt für ihre Sprachtechnik und ihre ausdrucksvolle Gestik und Mimik. Neben Tragödien glänzte sie auch in Lustspielen. Ihre Hauptrollen waren: Medea, Iphigenie, Maria Stuart, Isabella und Donna Diana. Ab 1888 spielte sie am Berliner Theater in Berlin. Eine schwere Krankheit setzte ihrer Theaterlaufbahn ein Ende und sie starb 1909 in München.

## Grabstätte

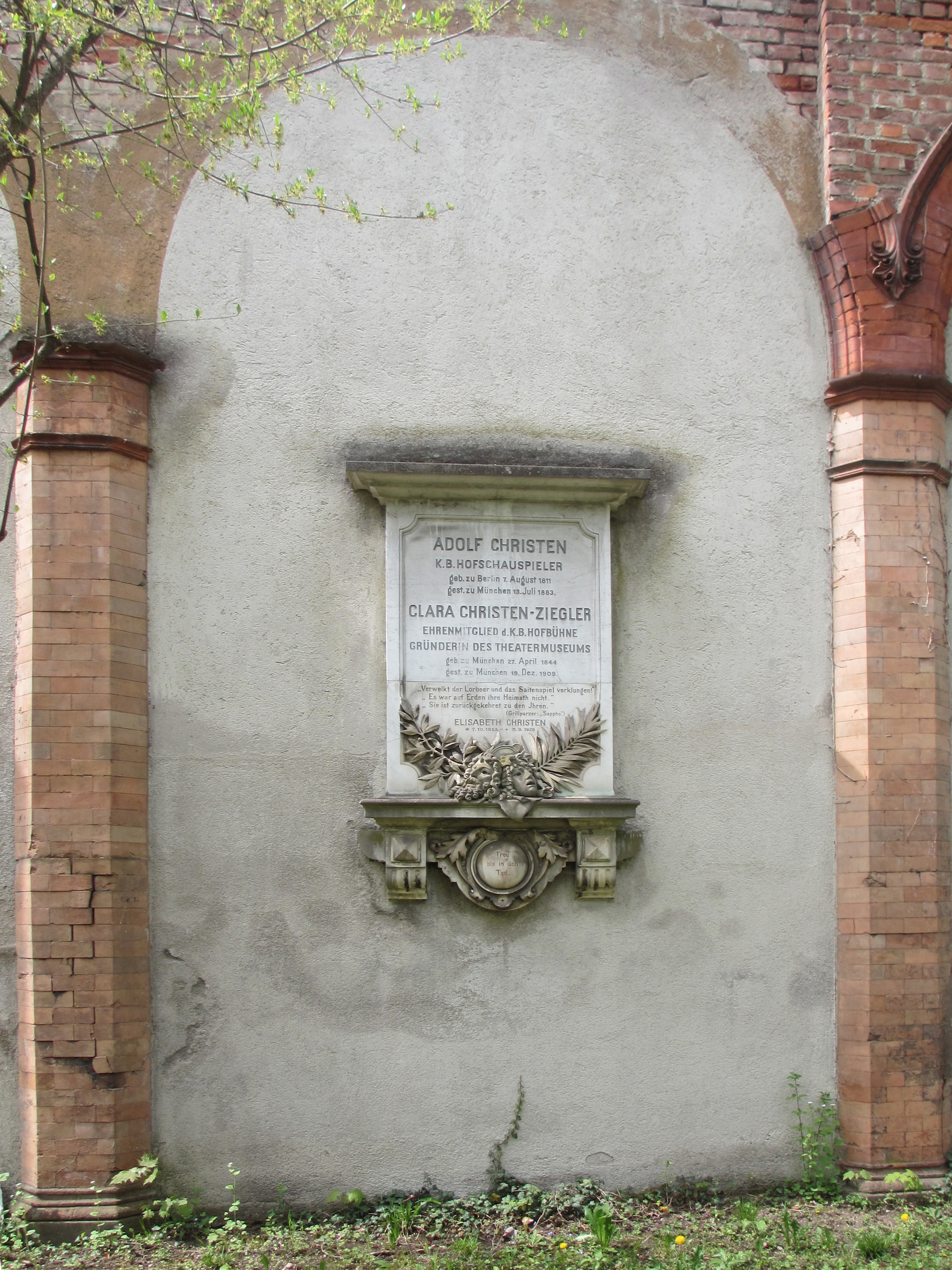
Grab von Klara Ziegler und ihrem Mann Adolf Christen auf dem Alten Südlichen Friedhof in München (Neu Arkaden Platz 121 bei Gräberfeld 38) –

Klara Ziegler liegt zusammen mit ihrem Mann Adolf Christen begraben auf dem Alten Südlichen Friedhof in München (Neu Arkaden Platz 121 bei Gräberfeld 38) Standort.

## Stiftung
Ein Jahr nach ihrem Tod wurde die Clara-Ziegler-Stiftung gegründet und in ihrer schlossähnlichen Villa in München nahe dem Englischen Garten wurde ein Theatermuseum eröffnet. Die Ziegler-Villa wurde während der Bombardierungen im Jahre 1944 zerstört, aber das Museum wurde 1953 im Hofgarten wieder neu eröffnet, woraus 1979 ein staatliches Museum, das heutige Deutsche Theatermuseum, entstand.

## Ehrung

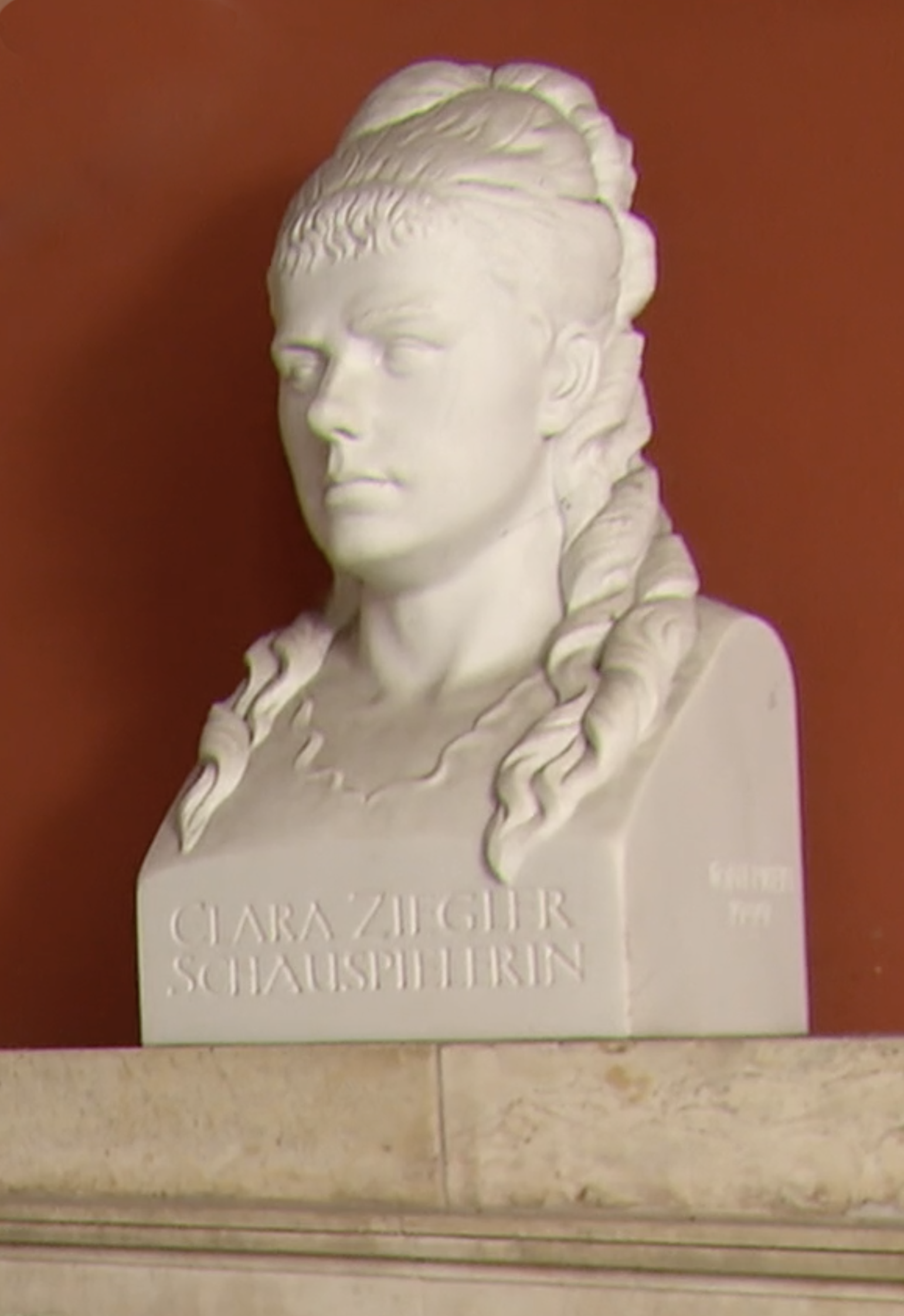
Büste von Klara Ziegler in der Ruhmeshalle in München

Eine Büste von Klara Ziegler fand im April 2000 Aufstellung in der Ruhmeshalle in München. Sie wurde von dem akademischen Bildhauer Toni Preis, aus München fertiggestellt.

## Namensgeberin für Straße
Nach Klara Ziegler wurde am 7. Dezember 2000 in München im Stadtteil Waldperlach (Stadtbezirk 16 – Ramersdorf-Perlach) Klara-Ziegler-Bogen benannt.⊙

## Rollen (Auswahl)

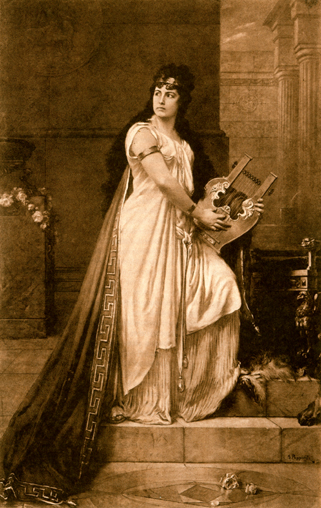
Klara Ziegler als Medea

- Jeanne d’Arc – Die Jungfrau von Orleans (Friedrich Schiller)
- Medea – Medea (Euripides)
- Iphigenie – Iphigenie auf Tauris (Johann Wolfgang von Goethe)
- Maria Stuart – Maria Stuart (Friedrich Schiller)
- Donna Diana – Donna Diana (Emil Nikolaus von Reznicek nach Agustin Moreto)
- Brunhild – Die Nibelungen (Friedrich Hebbel)
- Elisabeth – Graf Essex (Heinrich Laube)
- Gräfin Orsina – Emilia Galotti (Gotthold Ephraim Lessing)
- Judith – Judith (Friedrich Hebbel)
- Sappho – Sappho (Franz Grillparzer)
- Penthesilea – Penthesilea (Heinrich von Kleist)
- Thusnelda – Der Fechter von Ravenna (Friedrich Halm)

## Werke
- Falscher Verdacht. Verlag Ackermann, München 1897.
- Flirten. Lustspiel in einem Aufzug. Reclam, Leipzig 1895.
- Furcht vor der Schwiegermutter. Schwank in einem Aufzug. Reclam, Leipzig 1896 (frei nach M. Knauff)  (Digitalisat)
- Mucki. Verlag Ackermann, München 1904.
- Der Türmer von St. Peter. Türmers Weihnachtsfest. Zwei ernste Lebensbilder in je einem Akt. Verlag Ackermann, München 1897. (Digitalisat)

## Schüler
- Philomene Hartl-Mitius